# Cubas de la Sagra
Cubas de la Sagra är en kommun i Spanien. Den ligger i den autonoma regionen Madrid, i den centrala delen av landet, 27 km söder om huvudstaden Madrid. Antalet invånare är 6 988 (2024). Arean är 12,8 kvadratkilometer.